# Bryoerythrophyllum andersonianum
Bryoerythrophyllum andersonianum là một loài rêu trong họ Pottiaceae. Loài này được R.H. Zander & Sharp mô tả khoa học đầu tiên năm 1981.